# Bryce Hoppel
Bryce Hoppel (Midland, 5 de septiembre de 1997) es un deportista estadounidense que compite en atletismo, especialista en las carreras de mediofondo.
Ganó dos medallas en el Campeonato Mundial de Atletismo en Pista Cubierta, en los años 2022 y 2024, ambas en la prueba de 800 m.

## Palmarés internacional
| Campeonato Mundial en Pista Cubierta | Campeonato Mundial en Pista Cubierta | Campeonato Mundial en Pista Cubierta | Campeonato Mundial en Pista Cubierta |
| Año                                  | Lugar                                | Medalla                              | Prueba                               |
| ------------------------------------ | ------------------------------------ | ------------------------------------ | ------------------------------------ |
| 2022                                 | Belgrado (Serbia)                    | Medalla de bronce                    | 800 m                                |
| 2024                                 | Glasgow (Reino Unido)                | Medalla de oro                       | 800 m                                |